# Love Shine a Light
Love Shine a Light, skriven av Kimberley Rew, var sången som vann Eurovision Song Contest 1997, sjungen av Katrina and the Waves för Storbritannien.
Rew skrev låten på begäran av hans bror Alex Cooper (trummisen i bandet) som signaturmelodi för välgörenhetsorganisationen Samaritans. Låten vann den brittiska uttagningen genom att få folkets röst den 15 mars 1997. Den fick 69 834 röster, 11 138 fler än tvåan.
Bidraget vann en stor seger och bidraget var den låt som fått flest poäng (227), fram till 2004, då semifinalen infördes och många fler länder fick lämna röster.
Bandets huvudsångare Katrina Leskanich, sa i en kommentar att det var veckans andra jordskredsseger - arbetarpartiet lett av Tony Blair vann det brittiska parlamentsvalet den 1 maj 1997.
Låten är ofta en del i ESC-medleyn, till exempel i inledningen till Congratulations och till Eurovision Song Contest 2006.
I Sverige låg melodin på Trackslistan i fyra veckor under perioden 17 maj-7 juni 1997, med fjärdeplats som bästa resultat där.

## Coverversioner
- Kikki Danielssons orkester, med Kikki Danielsson på sång, spelade på albumet Ett hus med många rum 1997 in en cover på melodin med text på svenska av Chister Lundh och Mikael Wendt, som Låt ett ljus få brinna [4].
- Pistvakt och Pjäx Pistols gjorde 2001 en cover på låten med ny text under namnet "Soln lyser gul som en Zingo" på albumet Gaj å partaj [5].

## Listplaceringar
| Lista (1997)        | Topplacering |
| ------------------- | ------------ |
| Belgien (Flandern)  | 6            |
| Belgien (Vallonien) | 28           |
| Nederländerna       | 6            |
| Norge               | 2            |
| Sverige             | 5            |
| Schweiz             | 26           |
| Storbritannien      | 3            |
| Österrike           | 2            |

| Företrädare: The Voice av Eimear Quinn | Vinnare av Eurovision Song Contest 1997 | Efterträdare: Diva av Dana International |